# Девочка и птицелёт
«Девочка и птицелёт» — роман украинского советского писателя Владимира Киселёва, впервые изданный в 1966 году. Получил широкую известность, стал литературной основой фильма «Переходный возраст».

## Сюжет
Действие романа происходит в советском Киеве в послевоенные годы. Главная героиня — тринадцатилетняя девочка Оля, которая увлекается химией, пишет стихи и вместе со своими друзьями хочет создать летательный аппарат. Её другом становится второгодник Колька, отец которого работает в милиции, а мать больна психическим заболеванием из-за травматического опыта, связанного с войной. Своего отца Оля считает погибшим на фронте, но он внезапно оказывается живым и даже появляется в Киеве (правда, только проездом). Постепенно Оле удаётся «подтянуть» Кольку по учёбе и сделать его полноправным членом дружеской компании. Позже погибает отец Кольки, и Оля вместе с другом пытается выяснить, что это было: несчастный случай или убийство.
В романе часто цитируются стихи Оли, написанные на высоком художественном уровне. Их автор — сын Владимира Киселёва Леонид, который умер молодым от лейкемии.

## Оценки и адаптации
Книга была опубликована на исходе «хрущёвской оттепели», в 1966 году. Первые читатели и критики восприняли её как рассказ о непростых взаимоотношениях разных поколений в послевоенном обществе. В последующую эпоху «Девочка и птицелёт» интерпретируются скорее как «отражение полоролевого конфликта советского времени».
Книга много раз переиздавалась в СССР, в России и на Украине, пользовалась успехом у читателей, её перевели на украинский, польский, чешский, немецкий, японский языки. При этом в условный список классики для детей «Девочка и птицелёт» не попали, автор книги Владимир Киселёв остался для биографов писателем «фронтового поколения» и видным журналистом.
В 1968 году режиссёр Ричард Викторов снял по мотивам романа художественный фильм «Переходный возраст». По сравнению с книгой в нём появилась тема памяти о войне, а место действия было перенесено из Киева в Волгоград. В 1974 году режиссёр Николай Александрович поставил радиоспектакль «Девочка и птицелёт» в двух частях.